# Broken Frames
| Оценки критиков        | Оценки критиков |
| Источник               | Оценка          |
| ---------------------- | --------------- |
| 411mania               | [ 2 ]           |
| Bring on Mixed Reviews | [ 3 ]           |
| PopMatters             | [ 4 ]           |
| The NewReview          | [ 5 ]           |
| Decoy Music            | [ 6 ]           |

Broken Frames (в переводе с англ. — «Сломанные рамки») — третий альбом группы Eyes Set to Kill, вышедший 8 июня 2010 года на лейбле «Break Silence Records». Альбом состоит из 12 композиций и  бонусного DVD, который содержит интервью группы и несколько клипов. Это первый альбом, записанный без участия вокалиста Брэндона Андерсона, который покинул группу в начале 2010 года незадолго до записи альбома.

## Список композиций
| №                   | Название            | Длительность |
| ------------------- | ------------------- | ------------ |
| 1.                  | «All You Ever Knew» | 3:10         |
| 2.                  | «Broken Frames»     | 2:53         |
| 3.                  | «The Listening»     | 3:33         |
| 4.                  | «Ticking Bombs»     | 3:34         |
| 5.                  | «Play the Part»     | 2:39         |
| 6.                  | «Falling Fast»      | 3:34         |
| 7.                  | «Catch Your Breath» | 0:27         |
| 8.                  | «Ryan»              | 3:10         |
| 9.                  | «Inside the Eye»    | 3:23         |
| 10.                 | «Two Letter Sins»   | 3:01         |
| 11.                 | «Escape»            | 4:19         |
| 12.                 | «Let Me In»         | 4:18         |
| Общая длительность: | Общая длительность: | 37:01        |

| №   | Название                          | Длительность |
| --- | --------------------------------- | ------------ |
| 13. | «Interviews»                      |              |
| 14. | «Darling» (Music video)           | 4:06         |
| 15. | «Reach» (Music video)             | 3:46         |
| 16. | «Heights» (Music video)           | 3:28         |
| 17. | «The World Outside» (Music video) | 3:44         |
| 18. | «Deadly Weapons» (Music video)    | 4:29         |

## Позиции в чартах
| Чарт (2010)          | Позиция |
| -------------------- | ------- |
| Top Heatseekers      | 8       |
| Independent Albums   | 35      |
| Top Hard Rock Albums | 21      |

## Участники записи
Информация об участвующих музыкантах взята с сайта Allmusic.
- Алексия Родригез — чистый вокал, ритм-гитара, акустическая гитара, пианино, клавиши
- Джастин Дэнсон — скрим, клавиши, синтезатор, программирование, электроника
- Грэг Кервин — соло-гитара
- Анисса Родригез — бас-гитара
- Калеб Клифтон — барабаны, перкуссия, семплы